# Brenham (Texas)
Brenham (/ˈbrɛnəm/ bren-um) è un comune (city) degli Stati Uniti d'America e capoluogo della contea di Washington nello Stato del Texas. La popolazione era di 15,716 persone al censimento del 2010. Brenham si trova a sud di College Station, e circa a metà strada tra Houston e Austin, circa 70 miglia (110 km) a nord-ovest di Houston, e circa 90 miglia (140 km) ad est di Austin.
Brenham è nota come il cuore del lupinus texensis nella regione del Texas centrale. La camera di commercio locale promuove il Bluebonnet Trails e offre mappe gratuite per guidare i visitatori lungo i percorsi più panoramici fioriti, che passano anche siti storici e le attrazioni.
La contea di Washington è nota come il "luogo di nascita del Texas", in quanto contiene il luogo della firma della Dichiarazione d'indipendenza del Texas avvenuta il 2 marzo 1836 nella città di Washington-on-the-Brazos. Questo è ora un sito storico dello stato.
Brenham è nota anche per il suo festival tedesco che si svolge ogni anno a maggio chiamato Maifest, simile al Volksfest. Numerosi immigrati tedeschi si stabilirono qui nella metà del XIX secolo, in seguito alla rivoluzione tedesca nel 1848.

## Geografia fisica

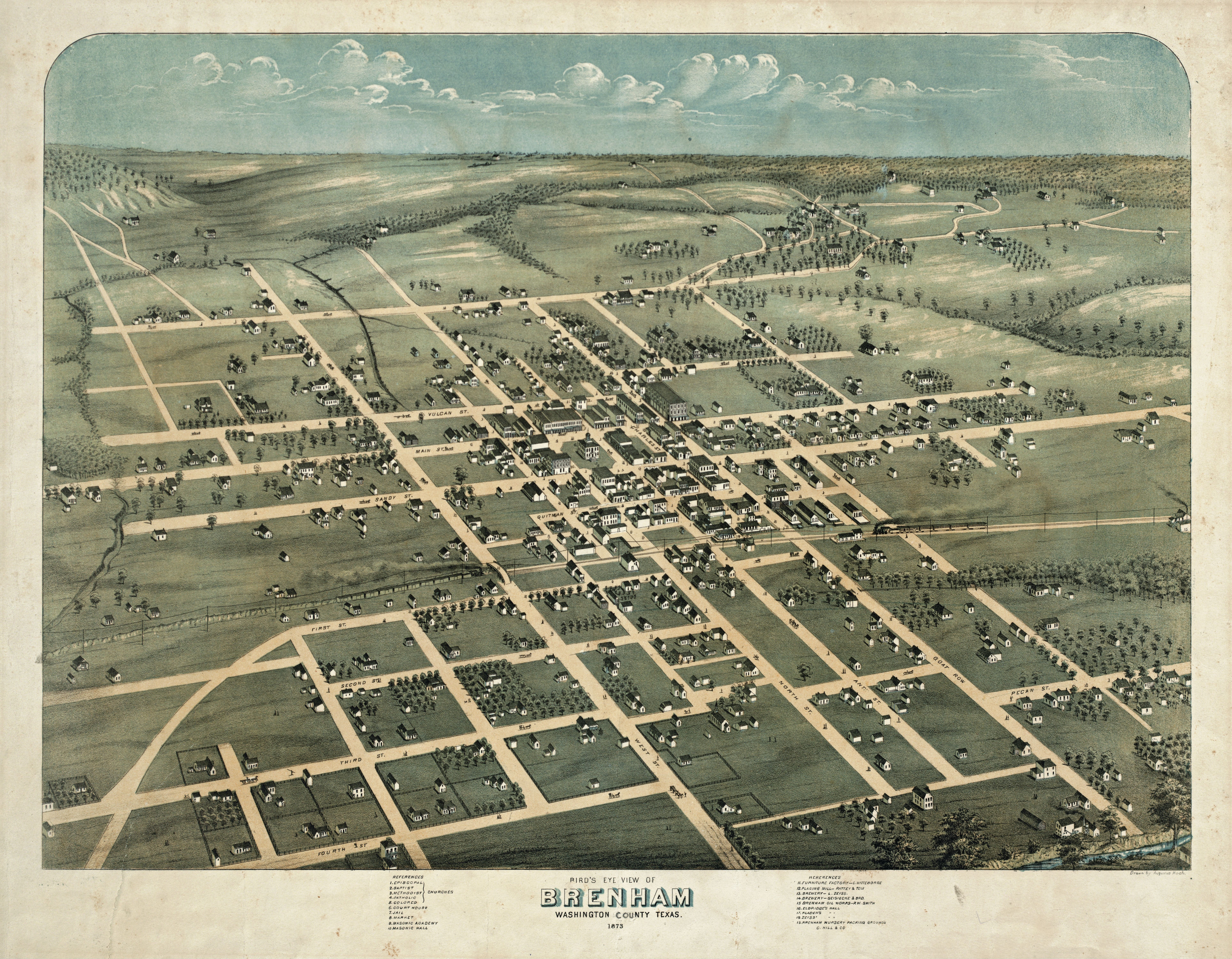
Mappa di Brenham del 1873

Brenham è situata a 30°09′43″N 96°23′49″W (30.161901, -96.397004).
Secondo lo United States Census Bureau, ha un'area totale di 8,8 miglia quadrate (22,7 km²).

## Società

### Evoluzione demografica
Secondo il censimento del 2010, c'erano 15,716 persone.

### Etnie e minoranze straniere
Secondo il censimento del 2010, la composizione etnica della città era formata dal 66,61% di bianchi, il 23,7% di afroamericani, lo 0,29% di nativi americani, l'1,84% di asiatici, lo 0,04% di oceanici, il 5,78% di altre razze, e l'1,74% di due o più etnie. Ispanici o latinos di qualunque razza erano il 15,25% della popolazione.